# Liriomyza polygalae
Liriomyza polygalae este o specie de muște din genul Liriomyza, familia Agromyzidae, descrisă de Erich Martin Hering în anul 1927.
Este endemică în Elveția. Conform Catalogue of Life specia Liriomyza polygalae nu are subspecii cunoscute.